# Fridolin Dallinger
Fridolin Dallinger (* 16. Februar 1933 in Eferding/Oberösterreich; † 28. Oktober 2020 ebenda) war ein österreichischer Komponist, Musikpädagoge und Maler. Sein Bruder war der Komponist Gerhard Dallinger (1940–2016).

## Leben
Fridolin Dallinger stammte aus einem musikalischen Elternhaus und wurde bereits früh mit Hausmusik vertraut gemacht. Er studierte ab 1946 am Brucknerkonservatorium Musiktheorie bei Helmut Eder und ab 1953 Komposition an der Musikschule der Stadt Linz bei Robert Schollum. Dazwischen absolvierte er von 1948 bis 1953 die Lehrerbildungsanstalt Linz. In den Jahren von 1958 bis 1961 war er im Schuldienst und unterrichtete als Volksschullehrer in Eferding und St. Leonhard bei Freistadt, weiters an den Musikschulen in Eferding und Waizenkirchen.
Während seiner Tätigkeit als Musikerzieher an der Bundeserziehungsanstalt Schloss Traunsee absolvierte er ein Musikstudium am Mozarteum in Salzburg und schloss mit der Staatsprüfung für Klavier bzw. der Lehramtsprüfung für Schulmusik (Studienfach) ab.
Von 1975 bis 1993 lehrte Dallinger als Musikprofessor an der Pädagogischen Hochschule der Diözese Linz die Fächer Formlehre, Tonsatz, Instrumentenkunde, Didaktik und Klavier. Ab 1993 war er freischaffender Komponist und Maler. Er war seit 1955 Mitglied der Eferdinger Künstlergilde und zählte auch zu den Mitgliedern der Künstlervereinigung MAERZ. Zu seinen Werken als Maler zählten abstrakte Bilder und Landschaftsmalerei. Vorbilder für sein kompositorisches Schaffen waren Johann Nepomuk David und Helmut Eder.

## Auszeichnungen
- 1954: Kompositionspreis (Kunstförderungspreis) der Stadt Linz
- 1965: Österreichischer Staatspreis für Musik[6]
- 1967: Theodor-Körner-Preis
- 1977: Ehrenring der Stadt Eferding
- 1981: Kulturpreis des Landes Oberösterreich
- 1997: Heinrich-Gleißner-Preis
- 2003: Anton-Bruckner-Preis des Landes Oberösterreich
- 2008: Kulturmedaille des Landes Oberösterreich
- 2013: Ehrenbürger der Stadt Eferding

## Werke (Auswahl)

### Ensemblemusik
- Spielmusik – für Streichtrio (1950)[7]
- Kleine Suite – für Klarinette, Viola und Violoncello (1961)[7]
- Drei Lieder – für Sopran, Klarinette, Viola und Violoncello nach Texten von Wilhelm Busch, Josef Weinheber und Hermann Hesse (1961)[7]
- Zoologia buffa – für Sprecher, Holzbläser, Blechbläser und Schlagwerk nach Texten von Wilhelm Busch (1964)[7]
- Sonate – für Viola und Klavier (1965)[7]
- Bauernlieder – Zyklus nach Texten von Georg Trakl für Sopran, Flöte, Bratsche und Violoncello (1966)[7]
- Des Krieges Ruhm – Kantate für gemischten Chor, Sprecher, zwei Klaviere und Schlagwerk nach Texten von George Forestier, Peter Huchel und Wilhelm Lehmann (1969)[7]
- Quintett – für Flöte, Oboe, Klarinette, Horn und Fagott (1970)[7]
- Kleine Spielmusik – für Streichquartett (1971)[7]
- Fünf Stücke – für Klarinette und Schlagwerk (1972)[7]
- Quartettino – für Flöte (Piccolo), Oboe (Englischhorn), Violoncello und Cembalo (1973)[7]
- Sonatine – für Flöte und Gitarre (1973)[7]
- Sonatine – für Baryton und Cembalo (1974)[7]
- Elegie – für Violine und Klavier (1984)[7]
- Trio – für Mandoline, Gitarre und Harfe (1985)[7]
- Fünf Aphorismen – Trio für Flöte, Gitarre und Viola nach Versen von Gertrud Fussenegger (1992)[7]
- Sechs Volkslieder im Satz – für 2 Violinen (1994)[7]
- Tief im Schlummer seufzt die bange Seele – für Oboe und Orgel (1999)[7]
- 4 Stationen im Leben der Gertrud Fussengegger – Streichtrio für Violine, Viola und Violoncello (2002)[7]
- Metamorphosen über ein Thema von Max Reger – für Violoncello und Klavier (2003)[7]

### Vokalmusik
- Organon – Melodram für zweistimmigen Frauenchor, Männerchor, Sprecher und Instrumente nach einem Text von Kurt Klinger (1953)[7]
- Der Tod – für gemischten Chor nach einem Text von Matthias Claudius (1955)[7]
- Drei heitere Chöre nach Gedichten von Eugen Roth – für gemischten Chor (1956)[7]
- Menschliche Landschaften – Zyklus nach Josef Weinheber für gemischten Chor (1964)[7]
- Ich wandle finster, ohne Trost – für Oberchor (1967)[7]
- Ade, ihr Felsenhallen – für gemischten Chor (1975)[7]
- Himmlischer Vater – für gemischten Chor nach einem Text von Hans Sachs (1976)[7]
- Fünf Chöre nach Wilhelm Busch – für gemischten Chor (1976)[7]
- Hunnenzug – für gemischten Chor (1977)[7]
- Abseits – für Männerchor (1980)[7]
- Vier Tierlieder – für gemischten Chor nach Gedichten von Josef Guggenmos und Christian Morgenstern (1983)[7]
- Zwei pädagogische Chöre – für gemischten Chor nach Texten von Christine Busta und Bertolt Brecht (1987)[7]
- Was der Wald sah – für gemischten Chor nach einem Text von Erich Fried (1988)[7]
- Vertrauen auf das Licht – für gemischten Chor nach Texten von Rudolf Alexander Schröder (1990)[7]
- Die Donau – Weltliches Oratorium für Sopran, Bariton, Chor, Orgel und Orchester. Text: Gertrud Fussenegger (1992–1993)[7]
- Wiegenlied im Winter – für Männerchor (1997)[7]
- Herrgott, du bist Anfang und End – Mundartmesse für gemischten Chor nach Texten von Hans Dieter Mairinger (2002)[7]
- Unsa bugladö Welt – Heimatlied aus dem Mühlviertel, Text: Albrecht Dunzendorfer[8]

### Solomusik
- 20 kleine Stücke – für Klavier (1980)[7]
- Präludium und Toccata – für Orgel (1981)[7]
- Metamorphosen – für Klavier (1988)[7]
- Sonatine – für Gitarre solo (1990)[7]
- Melos – für Flöte solo (1996)[7]

### Bühnenmusik
- Die sieben Todsünden (Gesellschaft für einen Abend) – Ballett für großes Orchester (1965/1970) Uraufführung: 30. März 1968 am Landestheater Linz[7]
- Die Goldenen Zwanziger – The Roaring Twenties. Musical, Text: Adolf Opel (1988)[7]
- Passion – Bühnenmusik zum Evangelienspiel nach Friedrich Ch. Zauner (2003)[7]
- Johannes – Rufer in der Wüste – Bühnenmusik zum Evangelienspiel nach Friedrich Ch. Zauner (2005)[7]
- St. Georgener Totentanz – Bühnenmusik für Chor, Kammerorchester/Ensemble und Solostimme(n) nach Texten von Hans Dieter Mairinger (2005)[7]
- Zeichen und Wunder – Bühnenmusik zum Evangelienspiel Friedrich Ch. Zauner (2005)[7]
- Das Grab ist leer – Bühnenmusik zum Evangelienspiel nach Friedrich Ch. Zauner (2006)[7]

### Hörspielmusik
- 1969: Felicie Rotter: Licht auf den Flügeln der Schwalbe – Regie: Ferry Bauer (ORF Oberösterreich)[9]